# 이옥성
이옥성(李玉成, 1981년 2월 7일~)은 대한민국의 권투 선수이다. 2005년 세계 선수권 대회 플라이급에서 우승했으며 2008년 하계 올림픽에 참가했다.

## 경력
경상남도 진주 출신으로 진주중앙중학교 1학년 때 권투를 시작했다.
2005년 중국 몐양에서 열린 제13회 세계 선수권 대회 남자 플라이급(51kg)에서 쿠바의 안드리 라피타를 꺾으며 대한민국 선수로는 유일하게 금메달을 땄다. 이 금메달은 1986년 세계 선수권 대회 밴텀급 금메달을 획득한 문성길 이후 19년만의 세계 선수권 대회 금메달이다.
2006년 아시안 게임에서는 유력한 금메달 후보로 거론됐지만 8강전에서 중국의 양보에게 판정패를 당하여 탈락했다. 그리고 2008년 하계 올림픽 금메달 기대주로 2월 1일 태국 방콕 두라키즈 뿐디트 대학교 체육관 특설링에서 열린 올림픽 아시아 지역 1차 예선 플라이급 4강전에서 양보를 13-8 판정으로 꺾고 올림픽 티켓이 주어지는 결승 진출에 성공했다.
2008년 올림픽 이후 공익근무요원으로 병역을 수행했으며 복무 후에 은퇴했다. 은퇴 후에는 지도자로 활동하면서 성남시체육회 권투 코치를 맡으면서 개인 체육관을 운영하고 있다.